# Aichryson villosum
Aichryson villosum é uma espécie de planta com flor pertencente à família Crassulaceae. 
A autoridade científica da espécie é (Aiton) Webb & Berthel., tendo sido publicada em Histoire Naturelle des Îles Canaries 2(1): 184. 1840.

## Portugal
Trata-se de uma espécie presente no território português, nomeadamente no Arquipélago dos Açores e no  Arquipélago da Madeira.
Em termos de naturalidade é Endémica da Região Macaronésia.

## Protecção
Não se encontra protegida por legislação portuguesa ou da Comunidade Europeia.